# Maximilian Erasmus von Zinzendorf
Maximilian Erasmus Graf von Zinzendorf und Pottendorf (* 1. Oktober 1722; † 5. Dezember 1780 in Dresden) war ein kursächsischer Kammerherr und Rittergutsbesitzer.

## Biographie
Zinzendorf war der zweitältester Sohn des kursächsischen Kammerherrn Grafen Friedrich Christian von Zinzendorf und Pottendorf und dessen erster Ehefrau Dorothea Juliane Amalie, geb. Freiin von Polheim Er wuchs in einem strenggläubigen protestantischen Elternhaus auf und war der jüngere Bruder von Ludwig von Zinzendorf und Halbbruder von Friedrich August von Zinzendorf und Karl von Zinzendorf.
Friedrich August von Zinzendorf erhielt eine militärische Ausbildung und stieg bis zum Oberst auf. Am Dresdner Hof wurde er zum Kammerherrn ernannt.

## Familie
Aus seiner am 1. Oktober 1763 geschlossenen Ehe mit Raphaele Charlotte, Tochter von Hector Wilhelm Graf von Kornfail und der Maria Josefa geborene Gräfin von Auersperg (* 22. Dezember 1720) gingen keine Kinder hervor. Sie war ab 1773 Besitzerin des Hauses Zahna, das nach dem Tod von Hector Heinrich von Kornfail an sie und ihren Bruder gefallen war.